# Gustaf Hjort
Gustaf Fredrik Hjort, född 14 september 1818 i Kristianstad, död 31 mars 1876 i Göteborg, var en svensk läkare.

## Biografi
Hjort blev student vid Lunds universitet 1836, medicine kandidat 1843, medicine licentiat 1845 och kirurgie magister 1846. Han var amanuens vid Karolinska institutet i Stockholm 1845–1847, uppbördsläkare på korvetten Najaden under en expedition till Sydamerika 1847, underläkare vid Danviks hospital och dårhus 1848–1849, tillförordnad adjunkt i obstetrik vid Karolinska institutet 1850, andre bataljonsläkare vid Göta artilleriregemente 1857–1869, lärare vid Barnmorskeundervisningsanstalten i Göteborg 1857, direktor, med professors namn, heder och värdighet, vid nämnda anstalt från 1858 och regementsläkare vid Västgöta regemente från 1869. Han invaldes som ledamot av Vetenskaps- och Vitterhetssamhället i Göteborg 1858.
Hjort förbättrade utbildningen för barnmorskor och arbetade för att kvinnor skulle få utbildas till läkare. Hela sitt liv ägnade han åt att få fram ett botemedel mot barnsängsfeber. Hjort är begravd på Djurgårdskyrkogården i Göteborg.

## Eftermäle
Doktor Hjorts gata i stadsdelen Guldheden i Göteborg är uppkallad efter honom.